# Фіцкеу
Фіцкеу (рум. Fițcău) — село у повіті Муреш в Румунії. Входить до складу комуни Алуніш.
Село розташоване на відстані 289 км на північ від Бухареста, 45 км на північний схід від Тиргу-Муреша, 97 км на схід від Клуж-Напоки, 149 км на північ від Брашова.

## Населення
За даними перепису населення 2002 року у селі проживали 489 осіб.
Національний склад населення села:
| Національність | Кількість осіб | Відсоток |
| -------------- | -------------- | -------- |
| угорці         | 452            | 92,4%    |
| румуни         | 37             | 7,6%     |

Рідною мовою назвали:
| Мова      | Кількість осіб | Відсоток |
| --------- | -------------- | -------- |
| угорська  | 452            | 92,4%    |
| румунська | 37             | 7,6%     |